# Козиці (Ґостинінський повіт)
Козиці (пол. Kozice) — село в Польщі, у гміні Гостинін Ґостинінського повіту Мазовецького воєводства.
Населення — 172 особи (2011).
У 1975-1998 роках село належало до Плоцького воєводства.

## Демографія
Демографічна структура станом на 31 березня 2011 року:
|          | Загалом | Допрацездатний вік | Працездатний вік | Постпрацездатний вік |
| -------- | ------- | ------------------ | ---------------- | -------------------- |
| Чоловіки | 87      | 17                 | 62               | 8                    |
| Жінки    | 85      | 13                 | 50               | 22                   |
| Разом    | 172     | 30                 | 112              | 30                   |